# Flatoidinus fuscus
Flatoidinus fuscus är en insektsart som först beskrevs av Van Duzee 1908.  Flatoidinus fuscus ingår i släktet Flatoidinus och familjen Flatidae. Inga underarter finns listade i Catalogue of Life.